# PECL
PECL (англ. PHP Extension Community Library) — це репозиторій модулів для PHP, написаних на C, доступних через систему пакетів PEAR. PECL був створений, тоді коли виникла проблема видалення деяких модулів з стандартної поставки PHP. Модулі PECL розроблені відповідно до стандартів кодування, які прийняті командою розробників PHP.
PECL по своїй організації дуже нагадує PEAR, але крім зовнішньої схожості проекти характеризуються тим, що в них спільно використовується інфраструктура PEAR Package Manager (це означає, що доступ до модулів PECL та їх інсталяція може здійснюватися за допомогою програми PEAR Package Manager). Основна відмінність полягає в тому, що бібліотека PECL в основному призначена для зберігання розширень самого інтерпретатора PHP. Ці розширення представлені в формі модулів С, які підключаються до машини PHP. Оскільки розширення являють собою програми на мові С, то як правило виконуються швидше і є більш ефективними в порівнянні з модулями які містяться в репозиторії PEAR.
У свій час бібліотека PECL була відома під іменем PEAR Extension Code Library (бібліотека розширень коду PEAR). Проект PECL був виведений зі складу проекту PEAR в жовтні 2003 року.